# Endiandra discolor
Endiandra discolor là loài thực vật có hoa trong họ Nguyệt quế. Loài này được Benth. miêu tả khoa học đầu tiên năm 1870.